# سیارک ۱۳۵۰
سیارک ۱۳۵۰ (به انگلیسی: 1350 Rosselia، نامگذاری:1934TA) هزار و سیصد و پنجاهمین سیارک کشف شده‌است که در ۳ اکتبر ۱۹۳۴ کشف شد.
قدر مطلق سیارک برابر ۱۰٫۷۸ است.